# Lasse Myhr
Lasse Myhr (* 21. Februar 1980 in Hamburg) ist ein deutscher Schauspieler.

## Leben
Lasse Myhr erhielt von 2002 bis 2006 eine Schauspielausbildung an der Hochschule für Musik und Theater in Zürich. Erste Bühnenerfahrungen sammelte er während des Studiums an dem dortigen Theater an der Sihl. Im Jahr 2005 wurde ihm ein Förderpreis der Armin-Ziegler-Stiftung und der Schauspiel-Studienpreis des Migros-Genossenschafts-Bundes und der Ernst Göhner Stiftung zuerkannt.
Von der Spielzeit 2006/2007 bis zur Spielzeit 2012/2013 war Lasse Myhr Ensemblemitglied an den Münchner Kammerspielen und trat unter anderem in William Shakespeares König Lear als Herzog von Cornwall und in Henrik Ibsens John Gabriel Borkmann als Erhart Borkmann auf.
Neben seiner Theaterarbeit trat Myhr in verschiedenen Film- und Fernsehproduktionen auf, unter anderem in Polizeiruf 110 und Tatort. Von 2013 bis 2018 übernahm er die durchgehende Rolle des Kriminalkommissars Tom Brauer in der Fernsehreihe Kommissarin Lucas.
Er erlangte auch Anerkennung und ist in internationalen Produktionen wie „En mai, fais ce qu’il te plaît“ und „Blood Red Sky“ auf Netflix zu sehen.
Myhrs Theaterkarriere führte ihn zu renommierten Spielstätten und einer Vielzahl zeitgenössischer Theaterhäuser im deutschsprachigen Raum. Darüber hinaus wurden seine Aufführungen zu internationalen Festspielen, wie den Wiener Festwochen, eingeladen. Sein künstlerischer Weg umfasste auch Auftritte auf Bühnen in Luxemburg, Estland, Großbritannien, Polen, Österreich, Rumänien, Bosnien und der Schweiz. Besonders hervorzuheben ist seine Mitwirkung in der Produktion „Three Kingdoms“ von Simon Stephens.
Zusätzlich zu seiner Schauspielkarriere wurde Myhrs Talent als Regisseur anerkannt, als er für seine Arbeit an „Punk Rock“ zum Theatertreffen der Jugend der Berliner Festspiele 2012 eingeladen wurde. Er teilt sein Wissen als Gastdozent an der Universität der Künste Berlin und anderen Bildungseinrichtungen.
Seine vielseitigen Rollen und kontinuierliche Präsenz in der Schauspielwelt zeugen von seiner Leidenschaft für das Schauspiel und festigen seinen Status als engagierter Künstler.

## Filmografie (Auswahl)
- 2007: Die sieben Todsünden
- 2018: Mörder (Kurzfilm)
- 2008: Machen wir’s auf Finnisch (Fernsehfilm)
- 2009, 2011: SOKO 5113 (Fernsehserie, verschiedene Rollen, 2 Folgen)
- 2009: Polizeiruf 110 – Klick gemacht (Fernsehreihe)
- 2010: Die letzten 30 Jahre (Fernsehfilm)
- 2012: Tatort – Der traurige König (Fernsehreihe)
- 2012: Bumpy Night (Kurzfilm)
- 2012: Pavels letzter Schuss (Kurzfilm)
- 2013: Tatort – Macht und Ohnmacht
- 2013: Tatort – Trautes Heim
- seit 2013: Kommissarin Lucas (Fernsehreihe) → siehe Folgen
- 2014: Die Familiendetektivin (Fernsehserie, Folge Ein Notfall)
- 2014: Lena Fauch – Vergebung oder Rache (Fernsehreihe)
- 2014: Polizeiruf 110 – Liebeswahn
- 2015: Meister des Todes (Fernsehfilm)
- 2015: Der Alte (Fernsehserie, Folge Sündenfall)
- 2015: Tatort – Frohe Ostern, Falke
- 2016: Gottlos – Warum Menschen töten (Fernsehdreiteiler, Teil 1)
- 2016: Die Akte General (Fernsehfilm)
- 2016: Marie Brand und die rastlosen Seelen (Fernsehreihe)
- 2016: Tatort – Echolot
- 2017: München Mord: Einer, der’s geschafft hat (Fernsehreihe)
- 2017: Polizeiruf 110 – Einer für alle, alle für Rostock
- 2017: Der Polizist, der Mord und das Kind (Fernsehfilm)
- 2018: Großstadtrevier (Fernsehserie, Folge Hannes der Held)
- 2018: Der Besuch (Kurzfilm)
- 2018: Feiert Eileen (Kurzfilm)
- 2018: Die Haut der Anderen (Amazon Prime)
- 2019, 2024: SOKO Köln (Fernsehserie, Folgen Heilige Maria, Das Küken)
- 2019: Hartwig Seeler – Gefährliche Erinnerung (Fernsehfilm)
- 2019: Nord bei Nordwest – Frau Irmler (Fernsehreihe)
- 2020: Nord bei Nordwest – Ein Killer und ein Halber
- 2020: Schönes Schlamassel (Fernsehfilm)
- 2020: Der Bergdoktor: Zeit des Erwachens (Fernsehserie)
- 2021: Hartwig Seeler – Ein neues Leben (Fernsehfilm)
- 2021: SOKO Potsdam (Fernsehserie, Folge Du bist schuld)
- 2021: Faltenfrei (Fernsehfilm)
- 2021: Wilsberg: Einer von uns (Fernsehreihe)
- 2021: Sweet Disaster (Kinofilm)
- 2021: Blood Red Sky (Netflix)
- 2022: McLenBurger – 100 % Heimat (Fernsehfilm)
- 2022: Hartwig Seeler – Im Labyrinth der Rache ((Fernsehfilm))
- 2022: Kalb (Kurzfilm)
- 2022: Sarah Kohr – Irrlichter (Fernsehreihe)
- 2022: Wolfsland: 20 Stunden (Fernsehreihe)
- 2022: SOKO Hamburg (Fernsehserie, Folge Das Fenster zum All)
- 2023: Sonderlage (Fernsehserie)
- 2023: Tatort: Das Wunderkind (Fernsehfilm)
- 2023: German Genius (Fernsehserie)
- 2023: SOKO Köln (Fernsehserie, Folge Das Kücken)
- 2024: Der Bozen-Krimi: Geheime Bruderschaft (Fernsehreihe)
- 2024: Die Ermittlung (Kinofilm)
- 2024: Nord Nord Mord – Sievers und das Geisterhaus

## Theater (Auswahl)
- (2004) Bevor ich die Welt rette muss ich noch… von Renata Burckhardt – Regie: Hannah Steffen
- (2004) The Killer in Me is the Killer in You My Love von Andri Beyelers – Regie: Thomas Schweigen
- (2005) Mann ist Mann von Bertolt Brecht – Regie: Thomas Bischoff
- (2005) Nachtblind von Daria Stocker – Regie: Brigitta Soraperra
- (2006) Engel von Anja Hilling – Regie: Felicitas Brucker
- (2006) Macht und Rebel von Matias Faltbacken – Regie: Schorsch Kamerun
- (2006) Glaube Liebe Hoffnung von Ödön von Horváth – Regie: Stephan Kimmig
- (2007) Die Panik von Rafael Spregelburd – Regie: Patrick Wengenroth
- (2007) Solidarität ist Selbstmord nach Carl Hegemann von René Pollesch – Regie: René Pollesch
- (2007) Poetry! Dead or Alive? – Gewinner als Charles Baudelaire
- (2007) Parzival nach Motiven von Wolfram von Eschenbach – Regie: Christiane Pohle
- (2007) Tanger Unplugged – Regie: Barbara Weber
- (2007) Der Sturm von William Shakespeare – Regie: Stefan Pucher
- (2007) Mamma Medea von Tom Lanoye – Regie: Stephan Kimmig
- (2008) Mia san Murat von Bülent Kullukcu – Regie: Bülent Kullukcu/Generation Aldi
- (2008) Lilja 4-ever nach dem Film von Lukas Moodysson – Regie: Roger Vontobel
- (2008) Down Understanding von Schorsch Kamerun – Regie: Schorsch Kamerun
- (2008) Kaspar Häuser Meer von Felicia Zeller – Regie: Lars-Ole Walburg
- (2009) Maß für Maß von William Shakespeare – Regie: Stefan Pucher
- (2009) Lass mich dein Leben leben! Dirty Control 2 von Jörg Albrecht – Regie: Roger Vontobel
- (2009) Hauptschule der Freiheit – Regie: Peter Kastenmüller
- (2009) Platonow von Anton Tschechow – Regie: Stefan Pucher
- (2010) Endstation Sehnsucht von Tennessee Williams – Regie: Sebastian Nübling
- (2010) Der Krieg von Carlo Goldoni – Regie: Armin Petras
- (2010) Robert Guiskart von Heinrich von Kleist – Regie: Armin Petras
- (2010) Sold Out von Gianina Cãrbunariu – Regie/Text: Gianina Cãrbunariu
- (2010) Erfolg von Lion Feuchtwanger – Regie: Johan Simons
- (2010) Die Hermannsschlacht von Heinrich von Kleist – Regie: Armin Petras
- (2011) München/Diyarbakır – Regie: Christine Umpfenbach
- (2011) They Shoot Horses, Don't They? von Horace McCoy – Regie: Susanne Kennedy
- (2011) Three Kingdoms von Simon Stephens – Regie: Sebastian Nübling
- (2012) Planet Utopia – Regie: Johan Simons
- (2012) John Gabriel Borkman von Henrik Ibsen – Regie: Armin Petras
- (2012) Jiggy Porsche taucht ab von Olivia Wenzel – Regie: Philip Decker
- (2012) München Komplett – Daglfinger Auszeit von Schorsch Kamerun – Regie: Schorsch Kamerun
- (2012) Orpheus steigt herab von Tennessee Williams – Regie: Sebastian Nübling
- (2013) Bauern sterben von Franz Xaver Kroetz – Regie: Armin Petras
- (2013) König Lear von William Shakespeare – Regie: Johan Simons